# Amril Nurman
Amril Nurman (* 1948 in Air Haji, Pesisir Selatan, Westsumatra) ist ein indonesischer Badmintonspieler. 

## Karriere
Amril Nurman startete 1972 beim World Invitation Tournament, wo er jedoch schon in Runde zwei des Herreneinzels ausschied. Bei den All England 1973 stand er im Achtelfinale des Einzels, bei den India Open 1973 im Finale des Herrendoppels. Seinen größten sportlichen Erfolg errang er im Thomas Cup 1973, wo er mit dem indonesischen Team den WM-Titel gewinnen konnte. Bei den All England 1975 konnte er erneut ins Achtelfinale vordringen, bei den All England 1976 sogar ins Viertelfinale.